# Namys Almaty
El Namys Almaty (en kazajo: Намыс футбол клубы, Namys fýtbol klýby) fue un equipo de fútbol de Kazajistán que jugó en la Super Liga de Kazajistán, la primera división de fútbol en el país.

## Historia
Fue fundado en el año 1992 en la capital Almaty como parte de la Super Liga de Kazajistán para el año 1993, de la cual descendió al terminar en el lugar 23 entre 25 equipos.
En la Primera División de Kazajistán de 1994 el club terminó en octavo lugar, y en la temporada de 1995 llega a la fase final por el ascenso a la Super Liga de Kazajistán pero termina en quinto lugar y no asciende.
El club desaparece luego de que se confirmara que no se jugaría la Primera División de Kazajistán en el año 1996.

## Temporadas
| Temporada | Liga              | Pos. | J  | G | E | P  | Goles   | Copa |
| --------- | ----------------- | ---- | -- | - | - | -- | ------- | ---- |
| 1993      | Grupo B           | 10º  | 22 | 5 | 2 | 15 | 18 — 62 | 1/16 |
| 1993      | Ronda de Descenso | 23º  | 24 | 3 | 3 | 18 | 21 — 55 | 1/16 |
| 1994      | 2                 | 8º   | 36 | 9 | 8 | 19 | 33 — 48 | 1/8  |
| 1995      | Primera Ronda     | 2º   | 6  | 4 | 1 | 1  | 10 — 4  | —    |
| 1995      | Fase Final        | 5º   | 10 | 4 | 1 | 5  | 13 — 16 | —    |

## Entrenadores
- Vladimir Kotlarov (1993)